# Americhernes orestes
Americhernes orestes är en spindeldjursart som beskrevs av Harvey 1990. Americhernes orestes ingår i släktet Americhernes och familjen blindklokrypare. Inga underarter finns listade i Catalogue of Life.